# Nismo
Nismo (аббревиатура от Nissan Motorsport (ニッサン・モータースポーツ・インターナショナル株式会社 Nissan Mōtā Supōtsu Intānashonaru Kabushiki-gaisha)) является подразделением компании Nissan, представляет её интересы в автоспорте и занимается тюнингом автомобилей. Было создано в 1984 году в результате слияния двух автоспортивных подразделений, принадлежащих Nissan. Команда Nismo принимала участие в таких соревнованиях как JSPC, Формула-Ниппон, JTCC, 24 часа Ле-Мана и 24 часа Дейтоны. На данный момент команда принимает участие в чемпионатах Super GT и Blancpain GT Series.

## История
В 1984 году в Nissan решили объединить два своих автоспортивных подразделения, основанных в 1960-х годах. Одно из подразделений называлось Publication Division 3  и располагалось в городе Йокосука на фабрике Oppama, это подразделение было ответственно за помощь частным командам. Второе подразделение именовалось Special Car Testing Division и отвечало за тестирование автомобилей, располагалось оно в Ōmori, неподалёку от Токио и было ответственно за подготовку и выступление на соревнованиях. По замыслу Nissan, Nismo должно было специализироваться на выпуске гоночных автомобилей, а также оказывать поддержку командам, выступающим в Японской Формуле-3.
В 1988, Nismo был построен первый автомобиль - Saurus для выступления в автогонках. В следующем году Nismo подготовили Skyline R32 GT-R для выступления на соревнованиях и построили на их базе 500 специальных дорожных версий "Evolution edition".

## Продукция

### Комплекты для тюнинга
Nismo разрабатывает и производит широкий спектр частей для тюнинга для автомобилей Nissan, включая аэродинамические элементы, такие как антикрылья, диффузоры, лекгосплавные диски, а также части для двигателей и подвески.
Nismo имеет в наличии запчасти для большинства автомобилей марок Datsun, Nissan и Infiniti, как новые, так и не проданные части для более старых автомобилей. Например, Nismo продает такие части как распредвалы, доработанные блоки цилиндров, поршни и т. д. для двигателя KA24E, который устанавливался лишь на небольшой пикап Nissan в течение нескольких лет, а также на Nissan 240SX 1989 и 1990 годов выпуска, являющимся достаточно популярным автомобилем для тюнинга (особенно для дрифта) в Северной Америке.
В Японии Nissan Skyline V35 и Nissan Fairlady Z Z33 имеют большое число тюнинг-пакетов разных уровней (E-Type, S-Tune, R-Tune, и S1), с полным трек-пакетом Nissan Fairlady Z Z33 дебютировал в 2005 году на Фестивале Скорости Nismo проводящимся на трассе Фудзи Спидвей.
В феврале 2007 года, Nismo анонсировало Nismo 380RS. Nismo 380RS это полностью доработанный Nissan Fairlady Z Z33 тюнингованный Nismo и Autech. Было выпущено две версии. Первая версия именовалась 380RS-C (C от англ. competition) и использовалась только на треке. Вторая, дорожная, версия именовалась 380RS и продавалась у официальных дилеров Nissan. Обе версии комплектовались V-образным 6-цилиндровым двигателем серии Nissan VQ, с увеличенным объём до 3.8 литров. Трековая версия 380RS-C выдает 400 л.с. (298 кВт), уличная же версия выдает 350 л.с (261 кВт). Nismo 380RS продавался только на территории Японии.

### Полностью доработанные автомобили
Nismo выпустили доработанный Skyline GT-R V-spec, под названием Z-Tune, в количестве всего 20 штук, так как не смогли найти в Японии большее число автомобилей с максимально низким пробегом. Z-Tune продавался в Японии по цене 17,745,000 йен (146,600 долларов на 7 декабря 2005 года). Однако доработка Skyline GT-R обходилась самим владельцам Skyline GT-R в 13,125,000 йен (108,500 долларов на 7 декабря 2005 года). В апреле 2015 года Nissan Skyline R34 GT-R Z-Tune был продан на австралийском аукционе за 575 тыс. долларов. Z-Tune комплектовался двигателем RB28DETT Z2 (заводской двигатель Skyline GT-R (RB26DETT), расточенный до 2.8 литров, и некоторыми частями от Nismo, спроектированными для двигателя Z2). Все Z-Tune сразу были проданы. Вес автомобиля составляет 1,600 кг.
Nismo также выпустила Nissan Skyline Nismo 400R на базе Skyline R33 GT-R и Nissan Silvia S14 270R. Оба автомобиля подверглись значительной доработке трансмиссии, подвески, тормозов, шасси и аэродинамики. Оба автомобиля в очень ограниченном количестве были проданы в 1997 году, и оба имеют очень высокую цену на вторичном рынке до сих пор. Оба этих автомобиля подчеркнули направленность Nismo на тюнинг дорожных автомобилей, и были разработаны (как и Skyline GT-R Z-Tune) в их гараже в городе Тиба, Япония. Тюнингованные Nismo дорожные автомобили распространяются через официальных дилеров Nissan в течение многих лет и поставляются с полной гарантией.

## Автоспорт
Nismo принимала участие в JSPC, Формуле-Ниппон, JTCC, 24-х часах Ле-Мана и 24-х часах Дейтоны. Ныне Nismo принимает участие в чемпионате Super GT как команда-участник, а также в других чемпионатах: V8 Supercars, Европейском чемпионате FIA GT3 и Мировом чемпионате на выносливость FIA в качестве поставщика для команды Nissan автомобилей и/или двигателей. Nismo также является инициатором программы Nismo Global Driver Exchange. Эта программа позволяет обычным водителям (путём конкурсного отбора) выступать за команду Nismo на таких крупных соревнованиях как 24 часа Ле-Мана, 24 часа Дубая и 12 часов Батерста.
Nissan в июне 2014 года объявил о том, что Nismo будет выступать в классе LMP1 в гонке 24 часа Ле-Мана и будет соревноваться с такими производителями как Audi, Toyota и Porsche. Директор мирового спортивного подразделения Nissan, человек руководящий программой GT Academy, Даррен Кокс заявил: "Мы (Nissan) только что объявили о своем возвращении в класс LMP1, после оглушительного успеха в классе LMP2 мы решили пойти поиграть с большими мальчиками и посоревноваться с Porsche, Audi и Toyota и мы собираемся выступить и выиграть Ле-Ман, что ж, это большой вызов для всех нас и может быть мы допустим некоторых пилотов GT Academy выступать на этом соревновании."